# Санта-Клара (Калифорния)
Са́нта-Кла́ра (англ. Santa Clara) — город в округе Санта-Клара в штате Калифорния, США. Основан в 1777 году как испанская миссия Санта-Клара-де-Асис. Статус города получил в 1852 году. Покровитель города — святая Клара Ассизская.
Санта-Клара находится в центре Кремниевой долины. В городе расположены штаб-квартиры компаний Intel, AMD, Applied Materials, Nvidia, Agilent Technologies и других компаний, работающих в области высоких технологий.
В городе базируется Сан-Франциско Форти Найнерс (англ. San Francisco 49ers) — футбольный клуб, выступающий в Национальной футбольной лиге.
Телефонный код города — 408. ZIP-коды Санта-Клары — 95050-95056. GNIS-код — 1654953.

## История
Первым европейцем, посетившим долину, стал испанец Хосе Франсиско Ортега в 1769 году. На тот момент территория была населена индейцами Олони. В 1777 году была основана миссия Санта-Клара-де-Асис — одна из 21 на территории Калифорнии.
В 1846 году в ходе войны с Мексикой территория Калифорнийской республики вошла в состав США.

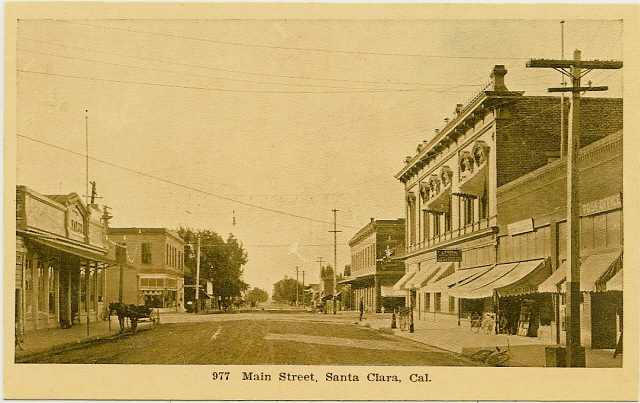
Главная улица Санта-Клары, примерно 1910 год

В 1851 году, на территории бывшей испанской миссии, был основан Колледж Санта-Клары — ныне университет. В 1852 году Санта-Клара получила статус города.
В течение следующего столетия основой экономики города было сельское хозяйство, так как климатические условия и почва благоприятствовали росту садов и овощных культур. К началу XX века население города достигло 5000 человек. 
К началу 1960-х годов на территории города начало развиваться производство полупроводников. Санта-Клара стала одним из центров Кремниевой долины.
В 2001 году город был награждён премией «All-America City Award» (с англ. — «Всеамериканский город») присуждаемой Национальной гражданской лигой, которую неофициально называют «Нобелевской премией за конструктивное гражданство» и которая выдается за активную гражданскую позицию жителей некорпоративных сообществ Соединённых Штатов в жизни местного самоуправления.

## Основные работодатели
Основными негосударственными работодателями в городе в 2010 году являлись:
| Номер | Наименование организации     | Количество работников |
| ----- | ---------------------------- | --------------------- |
| 1     | Intel                        | 5734                  |
| 2     | Kaiser Permanente            | 5630                  |
| 3     | Applied Materials            | 3746                  |
| 4     | Oracle                       | 2700                  |
| 5     | Nvidia                       | 2657                  |
| 6     | BAE Systems Land & Armaments | 1914                  |
| 7     | National Semiconductor       | 1500                  |
| 8     | Agilent Technologies         | 1384                  |
| 9     | Santa Clara University       | 1350                  |
| 10    | Pacific Maintenance Company  | 1000                  |